# هوکسویک
هوکسویک (به انگلیسی: Hawkswick) یک روستا و محله مدنی در بریتانیا است که در کریون واقع شده‌است. هوکسویک ۷۰ نفر جمعیت دارد.